# Танець живота

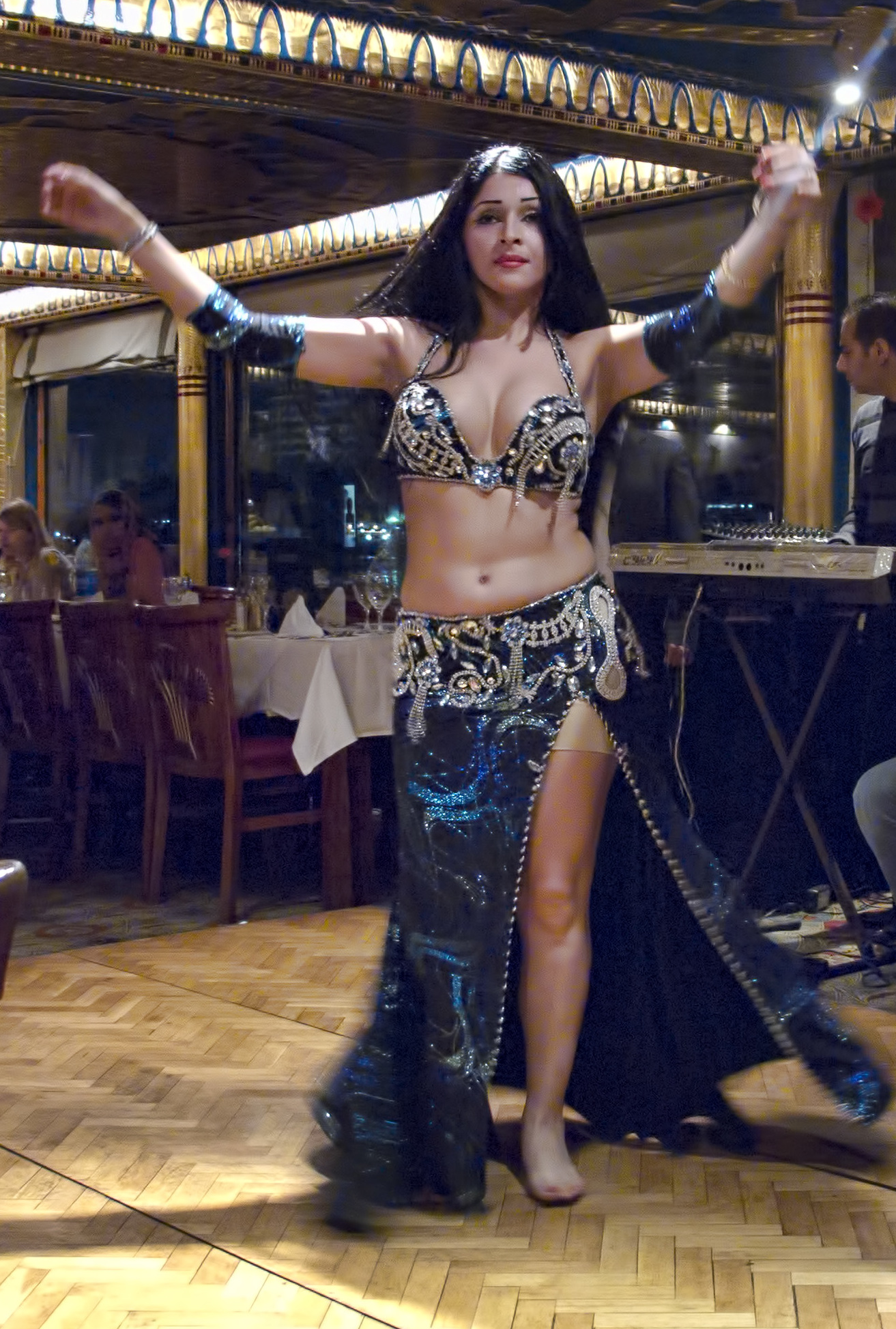
Танцюристка живота в круїзі в Каїрі

Танець живота або танок живота (Belly dance), Східний танець (Oriental dance) — сучасна форма давнього танцю, поширеного на Середньому Сході та в арабських країнах. Також відомий як Oryantal dansı, тобто «східний танок», єгипетський танок, арабський танок. Особливість танцю — пластичність та динамічність. Танець живота має багато різновидів, що залежать від країни та регіону, це стосується як костюмів, так і танцювальних рухів. Окремі нові стилі з'явилися на Заході, коли танець почав набирати популярність. Танці живота бувають фольклорними та класичними.
Класичні : Ракс ель Шаркі, Табла, Естрада, Тараб і т.д. 
Фольклорні : Нуба, Саїді, Шаабі, Муввашахат і т.д.
З роками правила танцю живота змінюються, але він набуває все більшої популярності.

## Термінологія
Термін «танець живота» є перекладом з французького «danse du ventre». Цей термін насамперед стосувався алжирських танцюристок, чиї танці мали в собі більше рухів м'язами живота, аніж ті, що зараз називаються «танцем живота». Наразі, коли основними рухами танцю вважаються рухи стегнами, така назва вже не є правильною.
- Ракс шаркі (араб.رقص شرقي) — стиль, найбільш знайомий жителям Заходу, що його танцюють у ресторанах та кабаре по всьому світі. Частіше виконується жінками, ніж чоловіками. Це сольна імпровізація, хоча учні зазвичай танцюють у групах.
- Ракс баладі (араб. رقص بلدي) — фольклорний танок, який танцюють незалежно від статі та віку у деяких країнах Середнього Сходу, зазвичай на свята. Хоча таку назву використовують у Єгипті для загального позначення будь-якого різновиду танцю живота.[2]

## Типові рухи
Більшість рухів танцю живота можна розділити на три категорії:
- Ударні рухи — зазвичай це рухи стегнами, за допомогою яких акцентуються звуки музики чи барабанів. Включають спади, підйоми, хитання, удари, скручування. Також можливі ударні рухи грудною клітиною та акценти плечима.
- Плавні рухи — хвилеподібні рухи, які можуть бути використані як для ліричної, так і для ритмічної музики. Включають вертикальні та горизонтальні вісімки, кола, петлі, хвилясті хитання стегнами. Існує також хвиля животом, що вимагає дуже вмілого володіння м'язами живота.
- Трясіння та вібрації — дрібні, швидкі, довгі рухи стегнами, грудною клітиною чи животом, що зазвичай використовуються разом із вищезазначеними рухами. Існує багато різновидів трясіння та вібрацій, найпоширеніші включають швидкі рухи розслабленими стегнами вгору й униз, трясіння колінами, швидке дрібне трясіння стегнами, трясіння, що складається зі скручувань стегнами, а також трясіння плечима.

Усі ці рухи можуть відтінюватися рухами голови, рук, особливими танцювальними кроками.

## Походження
За деякими даними, танець живота з'явився 4,5 тисячі років тому. Виникнувши як ритуальний, танець живота став сьогодні популярним напрямком. У 18 ст. з'являються згадки іноземних мандрівників про східні танці. На Сході молодих дівчат навчали цьому танцю ще з раннього віку, тренуючи їхні м'язи живота у підготовці до пологів.
Одна з теорій свідчить, що вперше танець живота з'явився в Єгипті. Спочатку він був просто фольклорним танцем, не пов'язаним ні з якими обрядами, і його виконували, переважно, для розваги. Сільські дівчата здійснювали кілька пластичних рухів стегнами, поєднуючи їх з витонченими помахами рук. Чоловіків це захоплювало. Майже кожна жінка, незважаючи на станові рамки, випробовувала себе на цьому терені, бажаючи сподобатися чоловікам. Але з приходом до Єгипту мусульманства популярність танцю живота різко знизилася, а потім і зовсім зійшла нанівець. Дівчата з багатих сімей вже не виконували його, оскільки це вважалося негідним і непристойним заняттям.
Також існують теорії, згідно з якими корені танцю живота слід шукати на Середньому Сході, в Межиріччі чи Індії.

## Історія
В кінці 19 — початку 20 століття почав складатися сценічний танець живота. Східні танцюристки, беручи участь у шоу, показували свої танці в Європі та Америці.
Перше шоу зі східними танцюристками було показане в Парижі в 1889 році. У 1926 році ліванська акторка і танцюристка Бадія Масабні відкрила нічний клуб «Opera Casino» в Каїрі за образом і подобою європейських кабаре того часу. Вважається, що саме вона створила танець живота в його класичному вигляді, поєднавши європейський сольний танець із східним колоритом. Бадія Масабні ввела в танець змієподібні рухи руками. Вихованками Бадії Масабні стали легендарні зірки східного танцю: Самія Гамаль (Зейнаб Ібрагім Махфуз) і Тахія Каріока (Абла Мухаммед Карім). Перша почала виконувати танець живота на підборах, а друга внесла до нього елементи латиноамериканських ритмів. Значний внесок у танець живота привніс засновник власної трупи Махмуд Реда, який поставив безліч прекрасних танців і напрямків (у тому числі знаменитий Олександрійський танець).
Сучасний танець живота, що поширився на заході з назвою Belly Dance (белліденс), включає особливості двох фольклорних стилів — Гавазі і Баладі. Перший виконувався жінками під час різних свят в Єгипті і вважався сімейним танцем. Другий — єгипетський сільський танець, також виконуваний жінками. Baladi перекладається як «батьківщина». У цьому танці спочатку основними були рухи стегон, але під впливом танців Греції, Персії, Туреччини, Індії в нього стали включатися руху голови і змієподібні руху рук. Таким чином поступово з'явився сольний танець, що відрізняється від звичайних фольклорних групових. У 1940-50 роках Голлівуд представив східний танець belly dance, заснований більше на західних уявленнях про нього, ніж на фольклорних засадах. Цьому чимало сприяли фільми про Клеопатру, Саломею та інших східних красунь. Цікаво, що голлівудський варіант танцю живота був підхоплений професійними східними танцюристками і в новому вигляді успішно поширився в різних країнах світу.

## Школи
На сьогодні відомо понад 50 стилів танцю живота. Існує 8 основних шкіл: турецька, єгипетська, пакистанська, ботсванська, таїландська, бутанська, аденська, йорданська, а також велика кількість менш відомих шкіл. Найбільшої популярності у світі набули єгипетська і турецька школи bellydance.

## Різновиди
- Класичний танець живота

Цей напрямок має в основі рухи арабського танцю, допускає включення, але не переважання фольклорних елементів. Забороняється використання аксесуарів, крім сагатів (тарілочок) і Тархов-Вейл (шалі). Використовується класичний костюм: ліф, пояс з навішуванням і широка спідниця.
- Шоу Belly Dance

Цей напрямок може включати різні танцювальні напрямки. Крім самого танцю живота, можуть використовуватися елементи акробатики, підтримки. У шоу belly dance використовуються різноманітні аксесуари, наприклад: мечі, крила, канделябри, сагати та інше. Варіант костюму може бути будь-який.
- Естрадний Belly Dance

Танець також може включати різні напрями, але основною частиною має бути танець живота. У музичному супроводі використовується будь-яка популярна естрадна східна музика.
- Табла

Танець живота, який виконується під барабани. Якщо інструментальна музика і включається, то не більше четвертої частини танцю.
- Трайбл, трайбл-ф'южн

Танець, створений Кароліною Неріккіо, - суміш єгипетського й традиційного індійського танців та фламенко.
- Фольклорний Belly Dance

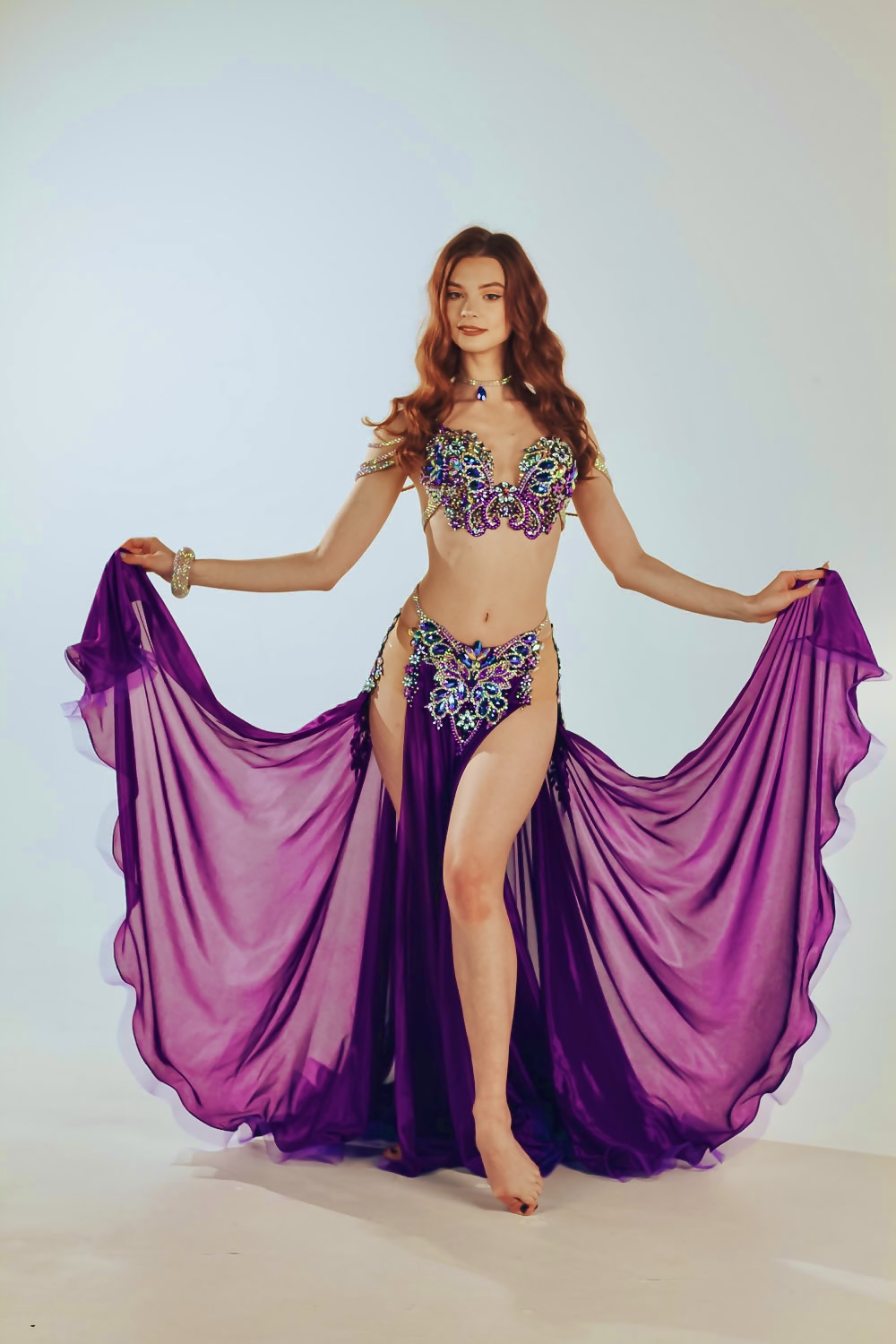
Інеса Циганська. Танцюристка з України, 2023

У фольклорних варіаціях танець відображує національні особливості певної народності, включаючи музику, танцювальні рухи і костюм.
- - Олександрійський танець

У олександрійському танці, який з'явився в місті Олександрія, другому за значенням у Єгипті, втілюються манери портових дівчат, які займалися проституцією. У танці багато кокетства, поширені групові постановки.
- - Саіді

Єгипетський танець із палицею та певними стрибковими рухами в особливому ритмі.
- - Тахтіб

Єгипетський чоловічий танок, у якому імітується бій на палицях.
- - Гавейзі

Ромський танок, у якому зазвичай використовують цимбали.
- - Баладі

Єгипетський танок, який танцюють босими у білих голобеях, з хустками на стегнах і на голові. Історично виконувався в суто жіночих колективах.
- - Халіджі

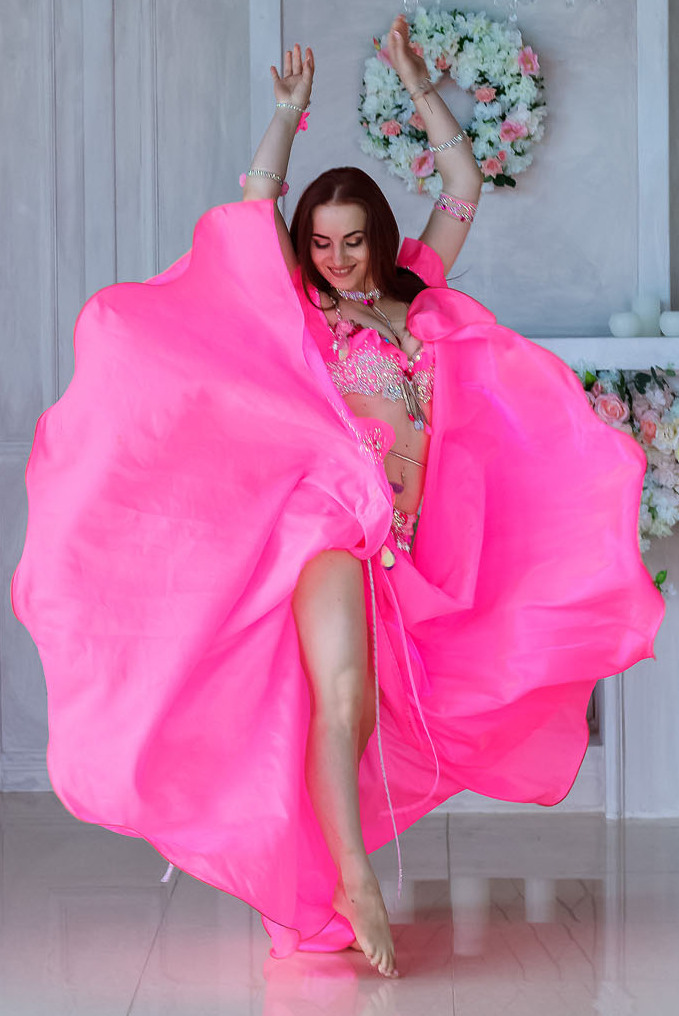
Тетяна Михайленко з України, 2023

Танок країн Перської затоки. Танцюристки виконують рухи головою, роблячи акцент на волоссі, і швидко трясуть плечима, ляскають у долоні і роблять кроки у різному ритмі. Танцюють у абайях, закриваючи майже усе тіло, щоб привернути увагу до довгого розпущеного волосся.
- - Нубія

Груповий танок, виконується у яскравих і незвичайних костюмах. Танцюристки виконують рухи руками і стегнами у особливому ритмі, використовують доф і хус.
- - Сіва

Танок бедуїнів, технікою якого володіє вузьке коло професіоналів. Основний акцент робиться на рухи стегнами. Виконується у голобеї до колін, шальварах та хустці, що закриває пів обличчя.
- - Хаггала

Енергійний танок бедуїнів, у якому акцент робиться на рухи стегнами. Також танцюристи ляскають у долоні та підстрибують. Виконується танок у сукні та спідниці з воланами.
- - Дабка

Ліванський чоловічий груповий танок, який використовують переважно на народних святкуваннях.
- - Шамадан

Єгипетський танок із канделябром з запаленими свічками на голові.

## Аксесуари
У більшості видів танців використовуються аксесуари та прикраси:
- палиця
- доф (бубон)
- хус (тарілка з очерету)
- вогонь
- шаблі
- сагати (маленькі металеві диски)
- крила
- віяла
- барабанчики
- меляйа (велика чорна хустка, у яку можна замотатися з голови до ніг)
- поі (тканина, намотана на палицю)
- стрічка
- шаль

## Костюм

Вікторія Лещак, українська танцюристка

Костюм для східного танцю має назву бедла. Його класичними елементами є верхня частина, пояс та широка або вузька спідниця з розрізом на стегні. Також існують костюми з вуаллю, що закривають руки та живіт. Іноді замість спідниць танцюристки одягають шаровари. Деякі з видів виконуються у довгих сукнях. Весь костюм прикрашається бісером, стразами, моністами (металеві монетки) та перлами. Прикраси відіграють важливу роль, оскільки вони привертають увагу, заворожують погляд. Найчастіше танець живота виконують з великою прямокутною хусткою, крилами та віялами.
Кожен з фольклорних видів східного танцю має свої костюми, що залежать від особливостей регіону, де цей вид танцю виконується.

## Танець живота в Україні
Нині східні танці широко поширені в Україні. Існує всеукраїнська громадська організація «Українська асоціація виконавців східного танцю», зареєстрована Міністерством юстиції України. Налічує 18 обласних осередків, входить до складу International DanceSport Association (IDSA).
Основна мета діяльності УАВСТ: сприяння розвитку східного танцю на території України, підвищення ролі цього виду культурної діяльності у всебічному і гармонійному розвитку особи, зміцнення здоров'я, формування здорового способу життя.